# Pardosa poecila
Pardosa poecila är en spindelart som först beskrevs av Herman 1879.  Pardosa poecila ingår i släktet Pardosa och familjen vargspindlar.
Artens utbredningsområde är Ungern. Inga underarter finns listade i Catalogue of Life.